# منتخب بورتوريكو لكرة اليد
منتخب بورتوريكو لكرة اليد (بالإنجليزية: Puerto Rico national handball team)‏ هو ممثل بورتوريكو الرسمي في المنافسات الدولية في كرة اليد
.